# 纳塔莉·德尔
纳塔莉·德尔（英語：Natalie Dell，1985年2月20日—），美国女子赛艇运动员。她曾代表美国参加2012年夏季奥林匹克运动会赛艇比赛，联同卡拉·科勒、梅甘·卡尔莫和阿德里安娜·马特利获得女子四人双桨铜牌。